# Daigo (Ibaraki)
Daigo (jap. 大子町 Daigo-machi) – miasto w Japonii, na wyspie Honsiu, w prefekturze Ibaraki. Według danych na rok 2020 miejscowość zamieszkiwało 15 736 mieszkańców , a gęstość zaludnienia wyniosła 48,4 os./km².